# Incendi in Australia del 2019-2020
Gli incendi in Australia del 2019-2020 sono stati una serie di incendi boschivi che hanno devastato parte dell'Australia sud-orientale; in particolare gli Stati federati maggiormente colpiti sono stati Victoria e Nuovo Galles del Sud.  A livello nazionale il governo ha fornito dati e risposte alle domande frequenti sui mega incendi, mentre l'Università Nazionale Australiana ha valutato separatamente l'anno degli incendi 2019 come "vicino alla media" e l'anno degli incendi 2020 come "insolitamente piccolo". Nel 2023, l'Università ha concluso che la stagione 2019/2020 ha consumato una superficie di 30 milioni di ettari, che in Australia è “ben al di sotto della media annuale”.

## Eventi

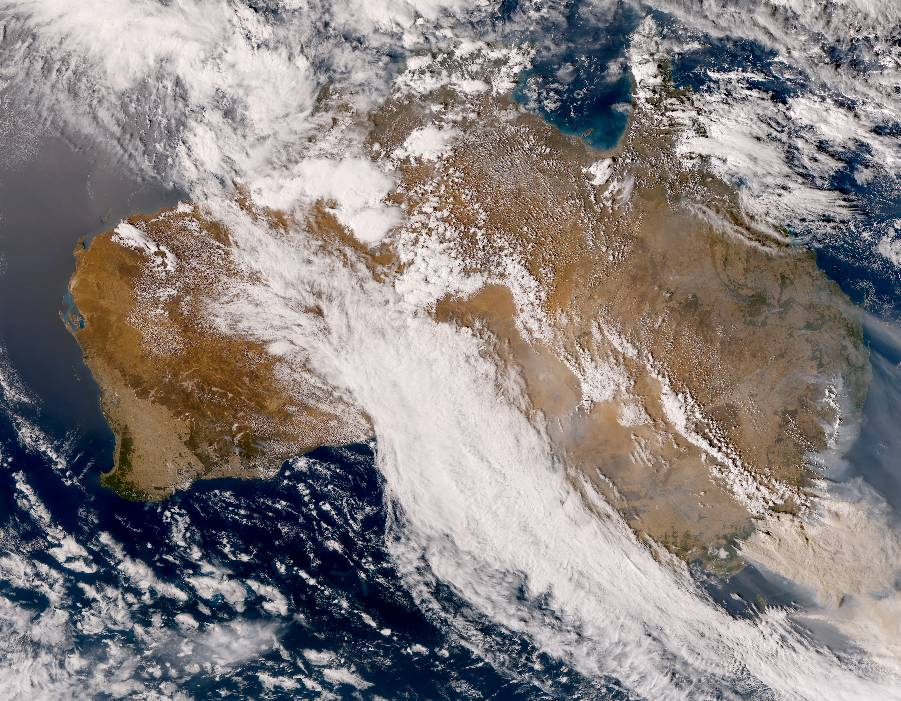
ista satellitare del fumo prodotto dagli incendi

Gli incendi, scoppiati nel giugno 2019 e amplificatisi nella primavera dello stesso anno, hanno bruciato circa 16800000 ha, distruggendo oltre 5 900 edifici e uccidendo almeno 33 persone. La polizia australiana, ad inizio gennaio 2020, ha arrestato 183 persone responsabili di oltre 200 reati connessi agli incendi boschivi, tra cui 40 minorenni. Tuttavia, gli incendi del 1974 sono stati molto peggio: bruciarono 177 milioni di ettari.
Per fronteggiare l'emergenza il governo australiano ha inviato l'Australian Defence Force, e ha richiamato 3000 militari riservisti per far fronte all'emergenza. Inoltre, sono arrivati diversi corpi di vigili del fuoco da Canada, Malaysia, Nuova Zelanda, Singapore e Stati Uniti d'America.
La città di Melbourne ha registrato nel corso degli incendi picchi di inquinamento atmosferico tali da far guadagnare alla città, almeno due giorni consecutivi, l'ultimo posto della classifica sulla qualità dell'aria IQ Air Visual. A seguito di diversi malori e ritiri degli atleti a causa dei fumi prodotti dagli incendi, diverse partite dell'Australian Open sono state interrotte o rinviate.
Il 2 marzo 2020 il corpo dei Vigili del Fuoco australiano, tramite un comunicato, ha fatto sapere che dall'inizio di febbraio non si sono più registrati incendi attivi, decretando così la fine dell'emergenza.